# Ronaldo Wanma
Ronaldo Rubener Wanma (sinh ngày 27 tháng 1 năm 1998) là một cầu thủ bóng đá người Indonesia who plays Persipura Jayapura ở Liga 1 ở vị trí tiền vệ chạy cánh.

## Sự nghiệp

### Persipura
Năm 2018, Ronaldo Wanma được đẩy lên đội chính. Anh có màn ra mắt ngày 24 tháng 3 năm 2018, trước Persela Lamongan tại vòng đầu tiên của Liga 1. Anh vào sân ở phút 61 thay cho Marcel Sacramento. Và Ronaldo Wanma có bàn thắng đầu tiên trong màn ra mắt ở phút 75.

## Danh hiệu

### Câu lạc bộ trẻ
- U-19 Persipura

Vô địch ở Liga 1 2017 U-19.